# Sint-Jans Onthoofdingkerk (Eggewaartskapelle)
De Sint-Jans Onthoofdingkerk (ook: Kerk Sint-Jan-Baptist-Onthoofding) is de parochiekerk van de tot de West-Vlaamse gemeente Veurne behorende plaats Eggewaartskapelle, gelegen aan de Knollestraat.
Zeker in 1111 stond hier een kapel, welke in 1115 werd verheven tot parochiekerk. Een eenbeukige romaanse kruiskerk werd in 1873-1874 vervangen door een neogotisch bouwwerk, ontworpen door A. Brinck.

## Gebouw
Het betreft een georiënteerde bakstenen kruisbasiliek met vierkante westtoren, voorzien van steunberen. Het gebouw heeft een driebeukig schip.
Het kerkmeubilair is neogotisch. Wel zijn er enkele 18e-eeuwse grafzerken en een fragment van een arduinen grafzerk dat afkomstig is van de kerk van Zoutenaaie en dat toebehoorde aan een kanunnik uit Veurne.
De kerk wordt omringd door een kerkhof, waarop een vijftal oorlogsgraven van omgekomen Britse vliegeniers uit de Tweede Wereldoorlog. Een gedenkplaat in de kerk memoreert de tijdens de Eerste Wereldoorlog gevallen militairen.